# Legge scout
(Taccuino - Robert Baden-Powell)
La legge scout contiene le regole di vita seguite da tutti gli scout del mondo, essi si impegnano ad osservarla al momento della Promessa scout, essa è sempre espressa in chiave positiva (lo scout è, lo scout fa) e mai con divieti (lo scout non è, lo scout non fa).

## Storia
L'origine della Legge è da far risalire, ed è strettamente legata, allo sviluppo parallelo dei movimenti giovanili all'aperto in America del Nord e in Inghilterra. Robert Baden-Powell, fondatore dello scautismo, mentre stava scrivendo Scautismo per ragazzi, trasse ispirazione dalle opere di Ernest Thompson Seton, naturalista ed educatore americano che nel 1902 fondò in Canada e negli Stati Uniti i Woodcraft Indians, e che successivamente divenne un'importante figura per la diffusione dello scautismo in America del Nord. Fu lo stesso Seton che incoraggiò Badel-Powell a formare i primi nuclei di Boy Scouts in Inghilterra. Nell'ispirarsi al metodo di Seton, Badel-Powell incappò nelle leggi del suo movimento, contenute nel libro The Birch-Bark Roll, opera che fungeva da manuale per i Woodcraft Indians. Le leggi contenute in quel manuale sembrano estranee alla Legge Scout, essendo più una lista di ingiunzioni pratiche ("non ribellarti", "non accendere un fuoco boschivo", ecc.) più che una serie di nobili e positivi ideali. Tuttavia, questa forma primitiva di codice di condotta fu la base che ispirò la successiva Legge.
La prima lista di regole, simile a quella attuale, apparve nel 1908, all'uscita del libro Scautismo per ragazzi. Non è chiaro sino a che punto Seton e Baden-Powell collaborarono per lo sviluppo dei nove punti essenziali, comuni a quasi tutte le organizzazioni scout mondiali. La versione americana del 1910 era praticamente identica a quella originale inglese, e nel manuale dei Boy Scouts of America (BSA), un libro frutto della fusione di parte dei contenuti di Scautismo per ragazzi e parte dei contenuti dei manuali dei Woodcraft, usarono la lista originale. Negli anni successivi Seton riformulò la lista, aggiungendo nuovi punti, e avvicinandosi alla forma attuale della Legge Scout usata dagli scout americani. Nel frattempo, l'organizzazione scout inglese aggiunse il decimo punto riguardante la purezza spirituale e fisica. Tale punto era molto simile all'undicesimo punto individuato da Seton tempo prima. 
Secondo il manuale originale statunitense, redatto da Seton e Baden-Powell, e che integrava la sua versione inglese, i due fondatori avevano tratto ispirazione per i punti della Legge Scout dal codice di condotta del Bushido (Baden-Powell and Seton), dalle leggi d'onore dei nativi americani (Seton) dal codice cavalleresco dei cavalieri europei (Baden-Powell) e dal codice guerriero dei guerrier Zulu, contro i quali lo stesso Baden-Powell aveva combattuto (Baden-Powel).

## Formulazione originale
Come la Promessa scout anche la legge venne istituita dal fondatore dello scautismo Robert Baden-Powell, nel tempo ogni associazione ha rielaborato la legge scout originaria mantenendone tuttavia lo spirito fondamentale. La prima edizione di Scautismo per Ragazzi riportava otto articoli, che divennero presto dieci. Eccoli nella forma definitiva.
2. A Scout is loyal to the King, his country, his officers, his parents, his employers, and those under him.

3. A Scout's duty is to be useful and to help others.

4. A Scout is a friend to all, and a brother to every other Scout, no matter to what social class the other belongs.

5. A Scout is courteous.

6. A Scout is a friend to animals.

7. A Scout obeys orders of his parents, patrol leader or Scoutmaster without question.

8. A Scout smiles and whistles under all difficulties.

9. A Scout is thrifty.

10. A Scout is clean in thought, word and deed.»
2. Lo Scout è fedele: al Re, alla Patria, ai suoi Capi, ai suoi genitori, ai suoi datori di lavoro e ai suoi sottoposti.

3. Il dovere di uno Scout è di essere utile e aiutare gli altri.

4. Lo Scout è amico di tutti e fratello di ogni altro Scout, a prescindere dalla classe sociale di appartenenza.

5. Lo Scout è cortese.

6. Lo Scout è amico della natura.

7. Lo Scout ubbidisce agli ordini dei suoi genitori, del Capo Pattuglia o del suo Capo senza replicare.

8. Lo Scout sorride e fischietta in tutte le difficoltà.

9. Lo Scout è economo.

10. Lo Scout è pulito nel pensiero, nella parola e nell'azione.»
(Scautismo per ragazzi - Robert Baden-Powell)

## Legge Associazione Scouts Cattolici Italiani (ASCI)
1. Lo Scout considera suo onore il meritare fiducia
2. Lo Scout è leale
3. Lo Scout è sempre pronto a servire il prossimo
4. Lo Scout è amico di tutti e fratello di ogni altro scout
5. Lo Scout è cortese e cavalleresco
6. Lo Scout vede nella natura l'opera di Dio, ama le piante e gli animali
7. Lo Scout obbedisce prontamente
8. Lo Scout sorride e canta anche nelle difficoltà
9. Lo Scout è laborioso ed economo
10. Lo Scout è puro di pensieri, parole, e azioni

## Legge Associazione Guide Italiane (AGI)
1. La Guida considera suo onore meritare fiducia
2. La Guida è leale
3. La Guida è sempre pronta a servire il prossimo
4. La Guida è amica di tutti e sorella di ogni altra Guida
5. La Guida è cortese e generosa
6. La Guida vede nella natura l'opera di Dio, e ama piante e animali
7. La Guida obbedisce prontamente
8. La Guida sorride e canta anche nelle difficoltà
9. La Guida è laboriosa ed economa
10. La Guida è pura di pensieri, parole, azioni

## Legge Associazione Guide e Scouts Cattolici Italiani (AGESCI)
La Guida e lo Scout: 
1. pongono il loro onore nel meritare fiducia
2. sono leali
3. si rendono utili e aiutano gli altri
4. sono amici di tutti e fratelli di ogni altra Guida e Scout
5. sono cortesi
6. amano e rispettano la natura
7. sanno obbedire
8. sorridono e cantano anche nelle difficoltà
9. sono laboriosi ed economi
10. sono puri di pensieri, parole ed azioni

## Legge Corpo Nazionale Giovani Esploratori ed Esploratrici Italiani (CNGEI)
1. La Parola dell'Esploratore è sacra.
2. L'Esploratore è leale, forte e coraggioso.
3. L'Esploratore è buono e generoso.
4. L'Esploratore è amico di tutti e fratello di ogni altro Esploratore.
5. L'Esploratore è cortese e tollerante.
6. L'Esploratore rispetta e protegge i luoghi, gli animali e le piante.
7. L'Esploratore è coscientemente disciplinato.
8. L'Esploratore è sempre sereno, anche nelle difficoltà.
9. L'Esploratore è sobrio, economo, laborioso e perseverante.
10. L'Esploratore è puro nei pensieri, corretto nelle parole e negli atti.

## Legge Associazione Italiana Guide e Scouts d'Europa Cattolici (FSE)
Legge dello Scout:
1. Lo Scout considera suo onore il meritare fiducia
2. Lo Scout è leale (verso il suo paese, i suoi genitori, i suoi capi e i suoi subordinati)
3. Lo Scout è sempre pronto a servire il prossimo
4. Lo Scout è amico di tutti e fratello di ogni altro Scout (a qualunque paese, classe sociale o religione esso appartenga)
5. Lo Scout è cortese e cavalleresco
6. Lo Scout vede nella natura l'opera di Dio: ama le piante e gli animali
7. Lo Scout ubbidisce prontamente
8. Lo Scout sorride e canta anche nelle difficoltà
9. Lo Scout è laborioso ed economo
10. Lo Scout è puro di pensieri, parole e azioni

Legge della Guida:
1. La Guida considera suo onore il meritare fiducia
2. La Guida è leale
3. La Guida è sempre pronta a servire il prossimo
4. La Guida è amica di tutti e sorella di ogni altra Guida
5. La Guida è cortese e generosa
6. La Guida vede nella natura l'opera di Dio: ama le piante e gli animali
7. La Guida ubbidisce prontamente
8. La Guida sorride e canta anche nelle difficoltà
9. La Guida è laboriosa ed economa
10. La Guida è pura di pensieri, parole e azioni

## Legge Movimento Adulti Scout Cattolici Italiani (MASCI)
1. Gli Adulti Scouts pongono il loro onore nel meritare fiducia
2. Gli Adulti Scouts sono leali
3. Gli Adulti Scouts si rendono utili e aiutano gli altri
4. Gli Adulti Scouts sono amici di tutti e fratelli di ogni altra Guida e Scout
5. Gli Adulti Scouts sono cortesi
6. Gli Adulti Scouts amano e rispettano la natura
7. Gli Adulti Scouts sanno obbedire
8. Gli Adulti Scouts sorridono e cantano anche nelle difficoltà
9. Gli Adulti Scouts sono laboriosi ed economi
10. Gli Adulti Scouts sono puri di pensieri, parole ed azioni.

## Legge Scout Associazione Giovani Esploratori Sardi-Boy Scouts de Sardigna
1. Lo Scout è di parola
2. Lo Scout agisce con lealtà
3. Lo Scout attua un servizio disinteressato
4. Lo Scout offre la sua amicizia a tutti
5. Lo Scout è tollerante e rispetta le opinioni altrui
6. Lo Scout rispetta e protegge la natura
7. Lo Scout è coscientemente disciplinato
8. Lo Scout mantiene il proprio controllo in qualsiasi occasione
9. Lo Scout ama la semplicità ed è laborioso e perseverante
10. Lo Scout è puro di pensiero e corretto nel comportamento

## Legge Movimento Scout Svizzero (MSS)
Noi Scout Vogliamo:
1. essere aperti e sinceri
2. ascoltare e rispettare gli altri
3. offrire il nostro aiuto
4. trasmettere gioia intorno a noi
5. condividere
6. affrontare con fiducia le difficoltà
7. saper fare delle scelte e prendere degli impegni
8. amare la vita e proteggere la natura

## Legge Assiscout
1. Lo Scout considera suo onore meritare fiducia
2. Lo Scout è leale
3. Lo Scout è sempre pronto ad aiutare gli altri
4. Lo Scout è amico di tutti e fratello di ogni altro scout
5. Lo Scout è cortese e cavalleresco
6. Lo Scout rispetta animali e piante
7. Lo Scout rispetta le decisioni prese
8. Lo Scout è allegro anche nelle difficoltà
9. Lo Scout è laborioso ed economo
10. Lo Scout è democratico nel modo di pensare, parlare ed agire

## Legge Assoraider
1. La parola dello Scaut è sacra
2. Lo Scaut agisce sempre con lealtà
3. Lo Scaut è amico di tutti e fratello di ogni altro scaut
4. Lo Scaut tiene fede ai propri ideali, ma rispetta le opinioni altrui
5. Lo Scaut ama e protegge il debole anche con suo personale sacrificio
6. Lo Scaut ama la natura ed è, in particolare, amico degli animali
7. Lo Scaut sa che, per imparare a guidare gli altri, occorre prima saper obbedire
8. Lo Scaut è cortese e sereno anche nelle difficoltà
9. Lo Scaut è sobrio e parsimonioso
10. Lo Scaut è puro di pensiero, corretto nelle parole e negli atti

(N.B. L'Assoraider usa la grafia "Scaut")